# Rindby
Rindby er en lokalitet på Postvejen mellem Nordby og Sønderho på Fanø. Bebyggelsen består af huse og gårde.
I Rindby lå øens ældste kirke, der blev nedrevet 1786. Materialerne herfra blev brugt til opførelse af Nordby Kirke. Rindby kirkegård med kapel fra 1894 findes stadig.
I 1886 blev det besluttet at oprette en brugsforening i Rindby. Rindby Brugsforening fik sin egen bygning fra 1898. Bygningen blev opført ved landevejen til Sønderho, Postvejen 19 i Rindby. Brugsen i Rindby fungerede frem 1988, hvor Brugsen blev nedlagt.

## Rindby Strand
Rindby Strand på øens vestkyst rummer store områder med sommerhuse, ligesom der er flere campingpladser. Rindby Strand har ligesom Fanø Vesterhavsbad og Sønderho tilkørsel til stranden, som endda betjenes af øens eneste busrute.
Fra sommeren 2013 har Rindby Strand i badesæsonen haft et af TrygFondens livreddertårne. Stranden er dog meget lavvandet og børnevenlig.
3 km syd for nedkørslen til stranden starter et dedikeret buggy samt wind- og kitesurfingområde, med mulighed for leje af udstyr.
Rindby Strand er også vært for Fanø Dragefestival.